# Yukmouth
Джерольд Эллис (род. 18 октября 1974 года), американский рэпер, более известный под сценическим псевдонимом Yukmouth, номинант на премию Грэмми (1997). Уроженец города Окленд, штат Калифорния. Записывался на лейблах «Rap-A-Lot», «Asylum», «Godzilla». Участник групп Luniz, Thug Lordz и The Regime. На лейбле «Smoke-A-Lot Records» выпустил DVD «United Ghettos Of America». Его двойной альбом «Thugged Out: The Albulation» стал золотым в 1998 году. Известен также за счёт вражды с 50 Cent, нашедшей отражение в ряде трэков.
8 июля 2013 года выпустил песню «Big Goals» совместно с российскими рэперами Struggle da Preacher и St.Rap. и также спродюсированной российским битмейкером Дмитрием Куприяновым.

## Дискография
- 1998: Thugged Out: The Albulation
- 2001: Thug Lord: The New Testament
- 2003: Godzilla
- 2008: Million Dollar Mouthpiece
- 2009: The West Coast Don
- 2010: Free at Last
- 2011: The Tonite Show - Thuggin’ & Mobbin’[3]
- 2012: Half Baked
- 2014: GAS (Grow and Sale)[4]
- 2017: JJ Based on a Vill Story[5]
- 2017: JJ Based on a Vill Story Two[6]
- 2018: JJ Based on a Vill Story Three[7]